# Pathfinder (Rollenspiel)
Das Pathfinder-Rollenspiel ist ein Pen-&-Paper-Rollenspiel, welches von Paizo Publishing entwickelt wurde. Das Spiel basiert auf der Open Game License des Dungeons-&-Dragons-Regelwerks in Version 3.5. In deutscher Sprache wird das Rollenspiel seit 2009 von Ulisses Spiele vertrieben. Paizo Publishing veröffentlichte im August 2019 die zweite Edition von Pathfinder. Die deutsche Version wurde von Ulisses Spiele im März 2020 veröffentlicht.

## Pathfinder Rollenspiel
Pathfinder ist ein Rollenspiel, das auf dem Klassiker Dungeons & Dragons (Version 3.5) beruht. Die Entwickler von Pathfinder haben das Spiel den Erfindern von D&D Gary Gygax und Dave Arneson gewidmet. Aufgrund der Open Game License sind die zum Spielen erforderlichen Regeln kostenlos verfügbar. Darüber hinaus können weitere redaktionell bearbeitete und aufwendig gestaltete Materialien in deutscher und englischer Sprache erworben werden, wie zum Beispiel das Grundregelwerk. Des Weiteren existiert für den Spielstart eine Einsteigerbox mit einem Spieler- und einem Spielleiterbuch sowie weiteren spielfördernden Zusatzmaterialien wie einem Bodenplan, Pappaufstellern, Würfeln, vorgefertigten und leeren Charakterbögen. Ferner bietet Paizo mit der „Pathfinder Society“ eine Spiele-Community, in der ein organisiertes und gemeinschaftliches Rollenspiel möglich ist. Für das gemeinschaftliche Spiel existiert ein bestimmtes Set an Regeln, zum Beispiel die Nutzung des Kaufsystems zur Erstellung von Spielfiguren.

## Spielwelt Golarion
Die über mehrere Publikationen umfassend ausgebaute Spielwelt Golarion umfasst eine solche Vielzahl an gängigen und auch ungewöhnlicheren Fantasy-Klischees, dass sie auch als „fantasy kitchen sink“ (Fantasy-Sammelbecken) bezeichnet wird. Neben den genreüblichen Versatzstücken aus der europäischen Mythen- und Sagenwelt und den Werken J.R.R. Tolkiens finden sich dort auch Bezüge auf chinesische, japanische oder indische Mythen, auf den Cthulhu-Mythos von H.P. Lovecraft, auf Themen der Science-Fiction oder auf das He-Man-Universum mit hochtechnisierten Barbaren.

## Verbreitung des Spiels
Im dritten Quartal 2010 schaffte es das Pathfinder-Rollenspiel in den USA gleichauf mit dem Marktführer Dungeons & Dragons zu ziehen. Im zweiten Quartal 2011 überholte Pathfinder dann Dungeons & Dragons und stand bis Mitte 2014 unangefochten auf Platz 1 der erfolgreichsten Rollenspiele. Erst im Herbst 2014 konnte sich Dungeons & Dragons die Marktführerschaft in den USA zurückholen und bis heute (Stand: Frühjahr 2016) halten.
Die Übersetzungen und das Lektorat erfolgen durch ein Team von Freiberuflern, derzeit unter der Leitung von Ulrich-Alexander Schmidt. Mitte 2015 konnte per Crowdfunding die Übersetzung des Abenteuerpfades „Eisengötter“ gesichert werden, das 2016 erschien.

## Pathfinder Produkte (Auswahl)
Neben den Regelbänden existieren Kampagnenbände, Almanache, Handbücher, Spielbände und Zusatzmaterial. Die Unterscheidung zwischen Almanachen und Handbüchern betrifft den Adressatenkreis; Almanache sind für den Spielleiter, Handbücher für die Spieler gedacht. Eine weitere wichtige Quelle des Pathfinder-Spiels sind die Abenteuer (englisch „Modules“) und die Abenteuerpfade (englisch „Adventure Paths“). Jeder Abenteuerpfad umfasst eine Kampagne aus jeweils sechs Bänden, welche die Spieler über eine längere Spieldauer begleitet. Diese Bände erscheinen im Monatsrhythmus; im englischen Original existieren bereits 16 Abenteuerpfade (Stand April 2016). Seit 2011 werden die Abenteuerpfade mit dazugehörigen Begleitbänden auf Deutsch veröffentlicht.
Die nachfolgende Tabelle listet eine Auswahl von Pathfinder Spielmaterialien auf:
| Kategorie     | Name (deutsch)                                     | Name (englisch)                                        | Autor(en) / Bearbeiter der deutschen Ausgabe                                                           | Erscheinungsjahr (deutsch) | Seitenanzahl (deutsch) |
| ------------- | -------------------------------------------------- | ------------------------------------------------------ | --- | -------------------------- | ---------------------- |
| Regelband     | Pathfinder Grundregelwerk (6. Auflage)             | Pathfinder Roleplaying Game: Core Rulebook             | Jason Bulmahn, Monte Cook und andere                                                                   | 2011                       | 570 Seiten             |
| Regelband     | Pathfinder Monsterhandbuch (3. Auflage)            | Pathfinder Roleplaying Game: Bestiary                  | James Jacobs                                                                                           | 2012                       | 328 Seiten             |
| Regelband     | Pathfinder Spielleiterhandbuch (2. Auflage)        | Pathfinder Roleplaying Game: GameMastery Guide         | Wolfgang Baur                                                                                          | 2014                       | 320 Seiten             |
| Regelband     | Pathfinder Expertenregeln (2. Auflage)             | Pathfinder Roleplaying Game: Advanced Player’s Guide   | James Jacobs (Herausgeber)                                                                             | 2014                       | 336 Seiten             |
| Regelband     | Pathfinder Ausbauregeln: Magie (2. Auflage)        | Pathfinder Roleplaying Game: Ultimate Magic            | Jason Bulmahn (Herausgeber), Ulrich-A.Schmidt (Übersetzer)                                             | 2015                       | 256 Seiten             |
| Regelband     | Pathfinder Ausbauregeln II: Kampf (2. Auflage)     | Pathfinder Roleplaying Game: Ultimate Combat           | Jason Bulmahn (Herausgeber), Ulrich-A.Schmidt (Übersetzer)                                             | 2013                       | 256 Seiten             |
| Regelband     | Pathfinder Ausbauregeln III: Völker                | Pathfinder Roleplaying Game: Advanced Race Guide       | James Jacobs, Ulrich-A.Schmidt (Übersetzer)                                                            | 2013                       | 256 Seiten             |
| Regelband     | Pathfinder Ausrüstungskompendium                   | Pathfinder Roleplaying Game: Ultimate Equipment        | Jason Bulmahn (Herausgeber)                                                                            | 2014                       | 320 Seiten             |
| Regelband     | Pathfinder Spielerratgeber                         | Pathfinder Roleplaying Game: Strategy Guide            | Ulrich-Alexander Schmidt (Übersetzer)                                                                  | 2014                       | 160 Seiten             |
| Regelband     | Pathfinder Ausbauregeln IV: Kampagnen              | Pathfinder Roleplaying Game: Ultimate Campaigns        | Ulrich-Alexander Schmidt (Übersetzer)                                                                  | 2015                       | 256 Seiten             |
| Regelband     | Pathfinder Ausbauregeln V: Legenden                | Pathfinder Roleplaying Game: Mythic Adventures         | Ulrich-Alexander Schmidt (Übersetzer)                                                                  | 2015                       | 256 Seiten             |
| Regelband     | Pathfinder Ausbauregeln VI: Klassen                | Pathfinder Roleplaying Game: Advanced Class Guide      | Ulrich-Alexander Schmidt (Übersetzer)                                                                  | 2015                       | 256 Seiten             |
| Regelband     | Pathfinder Ausbauregeln VII: Okkultes              | Pathfinder Roleplaying Game: Occult Adventures         | Ulrich-Alexander Schmidt (Übersetzer)                                                                  | 2015                       | 280 Seiten             |
| Regelband     | Pathfinder Ausbauregeln VIII: Intrigen             | Pathfinder Roleplaying Game: Ultimate Intrigue         | Jason Bulmahn                                                                                          | 2017                       | 256 Seiten             |
| Regelband     | Ausbauregeln IX: Horror                            | Pathfinder Roleplaying Game: Horror Adventures         | Jason Bulmahn                                                                                          | 2016                       | 256 Seiten             |
| Regelband     | Pathfinder Ausbauregeln X: Wildnis                 | Pathfinder Roleplaying Game: Ultimate Wilderness       | Jason Bulmahn, Ulrich-Alexander Schmidt (Übersetzer)                                                   | 2018                       | 256 Seiten             |
| Regelband     | Pathfinder Ausbauregeln XI: Multiversum            | Pathfinder Roleplaying Game: Planar Adventures         | Jason Bulmahn                                                                                          | 2019                       | 256 Seiten             |
| Regelband     | Alternativregeln                                   | Pathfinder Roleplaying Game: Pathfinder Unchained      | Jason Bulmahn                                                                                          | 2016                       | 256 Seiten             |
| Regelband     | Widersacher-Kompendium                             | Pathfinder Roleplaying Game: Villain Codex             | Jason Bulmahn, Alexander Augunas (Übersetzer)                                                          | 2017                       | 256 Seiten             |
| Regelband     | Pathfinder Buch der Verdammten Sammelband          | Pathfinder Roleplaying Game: Book of the Damned        | Jason Bulmahn                                                                                          | 2018                       | 288 Seiten             |
| Kampagnenband | Golarion Kampagnenwelt                             | Campaign Setting (Pathfinder Chronicles)               | James Jacobs, Keith Baker, Wolfgang Baur, Jason Bulmahn, Michael Kortes, Tito Leati                    | 2009                       | 256 Seiten             |
| Kampagnenband | Weltenband der Inneren See: Settingband Pathfinder | Pathfinder Campaign Setting World Guide: the Inner Sea | James Jacobs (Herausgeber), Mario Truant (dt. Herausgeber)                                             | 2012                       | 320 Seiten             |
| Almanach      | Almanach der Gewölbe Golarions                     | Dungeons of Golarion                                   | Jason Bulmahn, Matthew Goodall, Brandon Hodge, Anthony Pryor, Mike Shel, Ulrich-A.Schmidt (Übersetzer) | 2012                       | 64 Seiten              |
| Almanach      | Almanach der Ruinen Golarions                      | Lost Cities of Golarion                                | Tim Hitchcock, Brandon Hodge, Michael Kortes, Jason Nelson, Russ Taylor                                | 2013                       | 64 Seiten              |
| Almanach      | Almanach der Kampfkünste                           | Inner Sea Combat                                       | Dennis Baker, Jesse Benner, John Compton, Thurston Hilmman, Ulrich-A.Schmidt (Übersetzer)              | 2014                       | 64 Seiten              |
| Handbuch      | Abenteurers Rüstkammer                             | Adventurer's Armory                                    | nn | 2011                       | 32 Seiten              |
| Handbuch      | Andoran, Geist der Freiheit                        | Andoran, Spirit of Liberty                             | nn | 2012                       | 32 Seiten              |
| Handbuch      | Golarion – Die Innere See                          | Inner Sea Primer                                       | Ulrich-A.Schmidt (Übersetzer)                                                                          | 2013                       | 32 Seiten              |
| Abenteuer     | Falkengrunds letzte Hoffnung (kostenlos verfügbar) | Hollow's Last Hope                                     | nn | 2009                       | 16 Seiten              |
| Abenteuer     | Die Rache des Koboldkönigs (kostenlos verfügbar)   | Revenge of the Kobold King                             | nn | 2011                       | 16 Seiten              |
| Kartenset     | Kritischer-Treffer-Deck                            | nn                                                     | nn | nn                         | 54 Karten              |
| Kartenset     | Kritischer-Patzer-Deck                             | nn                                                     | nn | nn                         | 54 Karten              |

## Andere Medien
Am 25. September 2018 wurde, basierend auf dem Abenteuerpfad Königsmacher und dem Pathfinder-Regelwerk, das Computer-Rollenspiel Pathfinder: Kingmaker von Owlcat Games für Windows, Mac OS X und Ubuntu Linux veröffentlicht. Pathfinder: Kingmaker ist ein klassisches isometrisches RPG mit einer 3D Grafik-Engine im Stil von Baldur’s Gate. Teil des Spiels ist die Möglichkeit ein eigenes Königreich aufzubauen und zu verteidigen. Der Autor des Spiels, Chris Avellone, war u. a. bereits an den Spielen Planescape: Torment, Knights of the Old Republic II, Neverwinter Nights 2 und Pillars of Eternity beteiligt.
Am 2. September 2020 wurde, basierend auf dem Abenteuerpfad Wrath of the Righteous und dem Pathfinder-Regelwerk, das Computer-Rollenspiel Pathfinder: Wrath of the Righteous von Owlcat Games für Windows und Mac OS X veröffentlicht. Eine Veröffentlichung für die PS 4 und die Xbox One ist für 2022 geplant. Wrath of the Righteous ist der Nachfolger von Pathfinder: Kingmaker, schließt aber nicht an die Geschichte an.

## Pathfinder 2nd Edition
Im August 2019 veröffentlichte Paizo Pathfinder 2nd Edition. Diese stellt eine Weiterentwicklung und Überarbeitung der ersten Edition von Pathfinder dar. In dem System wurden viele Entwicklungen aus der ersten Version in generelle Mechaniken des Spiels umgesetzt, sodass es für viele Klassen und Archetypen grundsätzliche Regelungen gibt, wie z. B. Klassen-Archetypen oder auch Fähigkeit-Archetypen.
Die deutschen Übersetzungen werden von Ulisses-Spiele vertrieben.

## Bücher der 2nd Edition
| Kategorie              | Name (englische Ausgabe)        | Erschienen (englische Ausgabe) | Name (deutsche Ausgabe)                    | Erschienen (deutsche Ausgabe) |
| ---------------------- | ------------------------------- | ------------------------------ | ------------------------------------------ | ----------------------------- |
| Einsteigerset          | Pathfinder Beginner Box         | 15. Oktober 2020               | Einsteigerbox                              | 25. Februar 2021              |
| Regelbuch              | Core Rulebook                   | 1. August 2019                 | Grundregelwerk                             | 26. März 2020                 |
| Regelbuch              | Bestiary                        | 1. August 2019                 | Monsterhandbuch                            | 26. März 2020                 |
| Regelbuch              | Gamemastery Guide               | 11. Februar 2020               | Spielleiterhandbuch                        | 31. August 2020               |
| Regelbuch              | Bestiary 2                      | 16. Juni 2020                  | Monsterhandbuch 2                          | 29. Oktober 2020              |
| Regelbuch              | Advanced Player’s Guide         | 30. Juli 2020                  | Zusatzregeln                               | 17. Dezember 2020             |
| Regelbuch              | Bestiary 3                      | 7. April 2021                  | Monsterhandbuch 3                          | 30. September 2021            |
| Regelbuch              | Secrets of Magic                | 1. September 2021              | Geheimnisse der Magie                      | 23. Dezember 2021             |
| Regelbuch              | Guns & Gears                    | 13. Oktober 2021               | Zahnräder & Zunderbüchsen                  | 25. August 2022               |
| Regelbuch              | Book of the Dead                | 27. April 2022                 | Buch der Toten                             | 24. November 2022             |
| Regelbuch              | Dark Archive                    | 27. Juli 2022                  | Die Dunklen Archive                        | 27. April 2023                |
| Regelbuch              | Treasure Vault                  | 22. Februar 2023               | Der Schatzhort                             | 27. Juli 2023                 |
| Regelbuch              | Rage of Elements                | 3. August 2023                 | Zorn der Elemente                          | 30. November 2023             |
| Regelbuch              | Player Core                     | 15. November 2023              | Kernregeln – Spieler                       | 25. April 2024                |
| Regelbuch              | GM Core                         | 15. November 2023              | Kernregeln – Spielleitung                  | 30. Mai 2024                  |
| Regelbuch              | Monster Core                    | 31. März 2024                  | Kernregeln – Monster                       | 27. Juni 2024                 |
| Regelbuch              | Howl of the Wild                | 22. Mai 2024                   | Der Ruf der Wildnis                        | 26. September 2024            |
| Regelbuch              | Player Core 2                   | 1. August 2024                 | Kernregeln – Spieler 2                     | 31. Oktober 2024              |
| Regelbuch              | War of Immortals                | 30. Oktober 2024               | Krieg der Unsterblichen                    | 13. Februar 2025              |
| Regelbuch              | NPC Core                        | 5. März 2025                   | Kernregeln – NSC                           | November 2025                 |
| Regelbuch              | Battlecry!                      | 31. Juli 2025                  | Schlachtgetümmel                           | Februar 2026                  |
| Regelbuch              | Monster Core 2                  | November 2025                  | Kernregeln - Monster 2                     | Juli 2026                     |
| Weltenbuch             | World Guide                     | 10. September 2019             | Zeitalter der Verlorenen Omen – Weltenband | 26. März 2020                 |
| Weltenbuch             | Character Guide                 | 29. Oktober 2019               | Völker & Machtgruppen                      | 28. Mai 2020                  |
| Weltenbuch             | Gods & Magic                    | 24. März 2020                  | Götter und Magie                           | 24. September 2020            |
| Weltenbuch             | Legends                         | 30. Juli 2020                  | Legenden                                   | 25. Februar 2021              |
| Weltenbuch             | Pathfinder Society Guide        | 14. Oktober 2020               | Gesellschaft der Kundschafter              | 25. März 2021                 |
| Weltenbuch             | Ancestry Guide                  | 24. Februar 2021               | Abstammungen & Herkünfte                   | 29. Juli 2021                 |
| Weltenbuch             | The Mwangi Expanse              | 7. Juli 2021                   | Das Mwangibecken                           | 28. April 2022                |
| Weltenbuch             | The Grand Bazaar                | 13. Oktober 2021               | Der große Basar                            | 31. März 2022                 |
| Weltenbuch             | Monsters of Myth                | 22. Dezember 2021              | Mythische Monster                          | 25. August 2022               |
| Weltenbuch             | Absalom, City of Lost Omens     | 22. Dezember 2021              | Absalom Stadtband                          | 30. Juni 2022                 |
| Weltenbuch             | Knights of Lastwall             | 25. Mai 2022                   | Ritter von Finismur                        | 26. Januar 2023               |
| Weltenbuch             | Travel Guide                    | 31. August 2022                | Der Reiseführer                            | 23. Februar 2023              |
| Weltenbuch             | Impossible Lands                | 16. November 2022              | Die unfassbaren Lande                      | 25. Mai 2023                  |
| Weltenbuch             | Firebrands                      | 29. März 2023                  | Heißsporne                                 | 31. August 2023               |
| Weltenbuch             | Highhelm                        | 28. Juni 2023                  | Hochhelm                                   | 26. Oktober 2023              |
| Weltenbuch             | Tian Xia World Guide            | 24. April 2024                 | Tian Xia Weltenband                        | 12. Dezember 2024             |
| Weltenbuch             | Tian Xia Character Guide        | 28. August 2024                | Völker von Tian Xia                        | 12. Dezember 2024             |
| Weltenbuch             | Divine Mysteries                | 20. November 2024              | Göttliche Geheimnisse                      | 28. Mai 2025                  |
| Weltenbuch             | Rival Academies                 | 5. März 2025                   | Rivalisierende Akademien                   | September 2025                |
| Weltenbuch             | Shining Kingdoms                | 4. Juni 2025                   | Die Strahlenden Reiche                     | Januar 2026                   |
| Weltenbuch             | Draconic Codex                  | November 2025                  | Codex Draconis                             | Juni 2026                     |
| Abenteuerpfad          | Age of Ashes #1-6               | August – Dezember 2019         | Zeit der Asche                             | 29. Oktober 2020              |
| Abenteuerpfad          | Extinction Curse #1-6           | Februar – Juni 2020            |                                            |                               |
| Abenteuerpfad          | Agents of Edgewatch #1-6        | Juli – Dezember 2020           | Die Klippenwacht                           | 30. Juni 2022                 |
| Abenteuerpfad          | Abomination Vaults #1-3         | Januar – April 2021            | Das Schreckensgewölbe                      | 3. November 2022              |
| Abenteuerpfad          | Fists of the Ruby Phoenix #1-3  | Juli 2021                      |                                            |                               |
| Abenteuerpfad          | Strength of Thousands #1-6      | August 2021 – Februar 2022     |                                            |                               |
| Abenteuerpfad          | Quest for the Frozen Flame #1-3 | Januar – März 2022             | Die Flamme des Lebens                      | Oktober 2025                  |
| Abenteuerpfad          | Outlaws of Alkenstar #1-3       | April – Juni 2022              | Die Gesetzlosen von Alkenstern             | 31. August 2023               |
| Abenteuerpfad          | Blood Lords #1-6                | Juli – Dezember 2022           |                                            |                               |
| Abenteuerpfad          | Kingmaker                       | September 2022                 | Königsmacher                               | 29. Februar 2024              |
| Abenteuerpfad          | Gatewalkers #1-3                | Januar – März 2023             | Träume der namenlosen Türme                | 28. März 2024                 |
| Abenteuerpfad          | Stolen Fate #1-3                | April – Juni 2023              |                                            |                               |
| Abenteuerpfad          | Sky King’s Tomb #1-3            | Juli – September 2023          | Gruft des Himmelskönigs                    | 25. Juli 2024                 |
| Abenteuerpfad          | Season of Ghosts #1-4           | Oktober 2023 – Januar 2024     |                                            |                               |
| Abenteuerpfad          | Seven Dooms for Sandpoint       | März 2024                      | Die Sieben Verhängnisse von Sandspitze     | 28. November 2024             |
| Abenteuerpfad          | Wardens of Wildwood #1-3        | April – Juli 2024              | Der Pakt des Wildwaldes                    | 13. März 2025                 |
| Abenteuerpfad          | Curtain Call #1-3               | August – September 2024        |                                            |                               |
| Abenteuerpfad          | Triumph of the Tusk #1-3        | Oktober – Dezember 2024        | Der Bund von Belkzen                       | 10. Juli 2025                 |
| Abenteuerpfad          | Spore War #1-3                  | Januar – März 2025             | Der Sporenkrieg                            | März 2026                     |
| Abenteuerpfad          | Shades of Blood #1-3            | April - Juni 2025              |                                            |                               |
| Abenteuerpfad          | Myth-Speaker #1-3               | Juli - September 2025          |                                            |                               |
| Abenteuerpfad          | Revenge of the Runelords #1-3   | Oktober - Dezember 2025        |                                            |                               |
| Abenteuerpfad          | Hellbreakers                    |                                |                                            |                               |
| Abenteuer              | The Fall of Plaguestone         | 1. August 2019                 | Der Untergang von Peststein                | 26. März 2020                 |
| Free-RPG-Day-Abenteuer | Little Trouble in Big Absalom   | 25. Juli 2020                  | Little Trouble in Big Absalom              | 27. März 2021                 |
| Abenteuer              | The Slithering                  | 30. Juli 2020                  | Die Schlickpest                            | 28. Januar 2021               |
| Abenteuer              | Troubles in Otari               | 9. Dezember 2020               | Abenteuer in Otari                         | 29. April 2021                |
| Abenteuer              | Malevolence                     | 7. Juli 2021                   | Das alte, böse Haus                        | 26. August 2021               |
| Abenteuer              | Night of the Gray Death         | 13. Oktober 2021               | Die Nacht des Grauen Todes                 | 25. November 2021             |
| Free-RPG-Day-Abenteuer | Threshold of Knowledge          | 17. Oktober 2021               | Hort des Wissens                           | 31. August 2023               |
| Abenteuer              | Shadows at Sundown              | 5. Mai 2022                    | Schatten der Abenddämmerung                | 24. November 2022             |
| Free-RPG-Day-Abenteuer | A Fistful of Flowers            | 25. Juni 2022                  | Für eine Handvoll Blumen                   | 31. August 2023               |
| Abenteuer              | Crown of the Kobold King        | 26. Oktober 2022               | Die Krone des Koboldkönigs                 | 29. Juni 2023                 |
| Abenteuer              | The Enmity Cycle                | 26. Mai 2023                   | Teufelskreis der Feindschaft               | 29. September 2023            |
| Free-RPG-Day-Abenteuer | A Few Flowers More              | 24. Juni 2023                  | Für ein paar Blumen mehr                   | 12. Dezember 2024             |
| Abenteuer              | Rusthenge                       | 18. Oktober 2023               | Rusthenge                                  | 25. Januar 2024               |
| Free-RPG-Day-Abenteuer | The Great Toy Heist             | 22. Juni 2024                  |                                            |                               |
| Abenteuer              | Prey for Death                  | 1. August 2024                 |                                            |                               |
| Abenteuer              | Claws of the Tyrant             | 2. April 2025                  | Klauen des Tyrannen                        | Dezember 2025                 |
| Free-RPG-Day-Abenteuer | The Scourge of Sheerleaf        | 25. Juni 2025                  |                                            |                               |
| Abenteuerbox           | Dawn of the Frogs               | September 2025                 | Der Tag der Frösche                        | April 2026                    |